# JK Nõmme Kalju
Jalgpalliklubi Nõmme Kalju (også kendt som Nõmme Kalju) er en estisk fodboldklub. Klubben har hjemme i Tallinn.

## Mesterskaber
- Meistriliiga (D1)
  - Vindere (2): 2012 og 2018[2]
  - Andenplads (2): 2011 og 2013

- Eesti Karikas (pokalturnering) (1): 2014–15

## Historiske slutplaceringer
| Sæson | Niveau | Liga         | Placering | Kilde  |
| ----- | ------ | ------------ | --------- | ------ |
| 2008  | 1.     | Meistriliiga | 4.        | [ 3 ]  |
| 2009  | 1.     | Meistriliiga | 5.        | [ 4 ]  |
| 2010  | 1.     | Meistriliiga | 4.        | [ 5 ]  |
| 2011  | 1.     | Meistriliiga | 2.        | [ 6 ]  |
| 2012  | 1.     | Meistriliiga | 1.        | [ 7 ]  |
| 2013  | 1.     | Meistriliiga | 2.        | [ 8 ]  |
| 2014  | 1.     | Meistriliiga | 4.        | [ 9 ]  |
| 2015  | 1.     | Meistriliiga | 3.        | [ 10 ] |
| 2016  | 1.     | Meistriliiga | 3.        | [ 11 ] |
| 2017  | 1.     | Meistriliiga | 3.        | [ 12 ] |
| 2018  | 1.     | Meistriliiga | 1.        | [ 13 ] |
| 2019  | 1.     | Meistriliiga | 3.        | [ 14 ] |
| 2020  | 1.     | Meistriliiga | 4.        |        |
| 2021  | 1.     | Meistriliiga | 4.        |        |
| 2022  | 1.     | Meistriliiga | 4.        |        |
| 2023  | 1.     | Meistriliiga | 5.        |        |
| 2024  | 1.     | Meistriliiga | 2.        |        |

## Klubfarver
| Nõmme Kalju | Nõmme Kalju |

## Nuværende trup
Pr. 10. april 2025.
| Nr. | Land    | Position | Spiller             |
| --- | ------- | -------- | ------------------- |
| 1   | Estland | MM       | Henri Perk          |
| 2   | Estland | FO       | Johannes Lillemets  |
| 3   | Estland | FO       | Sander Alex Liit    |
| 4   | Estland | FO       | Alex Boronilstsikov |
| 5   | Estland | FO       | Uku Korre           |
| 6   | Estland | MI       | Kristjan Kask       |
| 7   | Estland | AN       | Daniil Tarassenkov  |
| 8   | Ukraine | MI       | Oleksandr Musolitin |
| 10  | Estland | MI       | Nikita Ivanov       |
| 11  | Estland | AN       | Mihhail Orlov       |
| 17  | Togo    | AN       | Kevin D'Almeida     |

| Nr. | Land      | Position | Spiller             |
| --- | --------- | -------- | ------------------- |
| 20  | Senegal   | FO       | Modou Tambedou      |
| 21  | Portugal  | AN       | Tiago Baptista      |
| 22  | Estland   | FO       | Aleksandr Nikolajev |
| 26  | Estland   | MI       | Rommi Siht          |
| 29  | Letland   | MI       | Ivans Patrikejevs   |
| 30  | Ghana     | AN       | Ibrahim Jabir       |
| 69  | Estland   | MM       | Maksim Pavlov       |
| 50  | Estland   | FO       | Maksim Podholjuzin  |
| 55  | Estland   | MM       | Joonas Kindel       |
| 74  | Estland   | FO       | Fjodor Jekimov      |
| 78  | Ukraine   | FO       | Danyl Mashchenko    |
| 79  | Estland   | AN       | Pavel Marin         |
| 90  | Gambia    | AN       | Mustapha Deen       |
| 87  | Brasilien | AN       | Guilherme Smith     |